# Phare de Santa Marta (Brésil)
Pour l’article homonyme, voir Phare de Santa Marta.
Le phare de Santa Marta (en portugais : Farol de Santa Marta) est un phare situé sur le cap du même nom, à Laguna, dans l'État de Santa Catarina - (Brésil).
Ce phare est la propriété de la Marine brésilienne et il est géré par le Centro de Sinalização Náutica e Reparos Almirante Moraes Rego (CAMR) au sein de la Direction de l'Hydrographie et de la Navigation (DHN).

## Histoire
Le phare a été érigé, à 45 m au-dessus du niveau de la mer, sur le promontoire du Cap Santa Marta. C'est une tour carré, en pierre, avec terrasse et lanterne de 29 m. Ses murs font deux mètres d'épaisseur et le phare s'élève au milieu d'un complexe de bâtiments techniques et d'habitation. Il se situe sur le point le plus oriental de la région et il sert à guider les navires hors des dangers du Laje da Jagua (pt), un rocher immergé sur le littoral de Jaguaruna.
Il est l'un des plus puissants du Brésil. Il a été mis en service le 11 juin 1891. Il est doté d'une lentille de Fresnel hyper-radiante de 1.330 mm fabriquée en France par Barbier, Bénard et Turenne. La portée de ce feu à occultations, à une hauteur focale de 74 m, est de 46 milles nautiques (environ 85 km) pour le feu blanc et 39 milles nautiques (environ 72 km) pour le feu rouge de secteur.
Il est équipé d'un radar Racon émettant la lettre Z en alphabet morse et d'une station DGPS et d'un radiophare émettant le signal SW. Il est aussi équipé d'une NDB d'aide à la navigation aérienne pour l'espace aérien de Porto Alegre et Florianópolis.
Il est ouvert gratuitement au public.
Identifiant : ARLHS : BRA209 ; BR3884 - Amirauté : G0566 - NGA :18860.
|          |
| Le phare |

|         |
| Optique |

### Lien connexe
- Liste des phares du Brésil